# Забитуй (Черемховский район)
Забиту́й (бур. Заби Табя) — деревня в Черемховском районе Иркутской области России. Входит в состав Новогромовского муниципального образования.

## География
Деревня находится на расстоянии 8 км к западу от города Черемхово, административного центра района.

## Население
| 2002 | 2010 | 2011 | 2012 |
| ---- | ---- | ---- | ---- |
| 1857 | ↘15  | →15  | ↘5   |

## Улицы
В деревне имеется одна улица — Берёзовая.